# Reformierte Kirche Birrwil

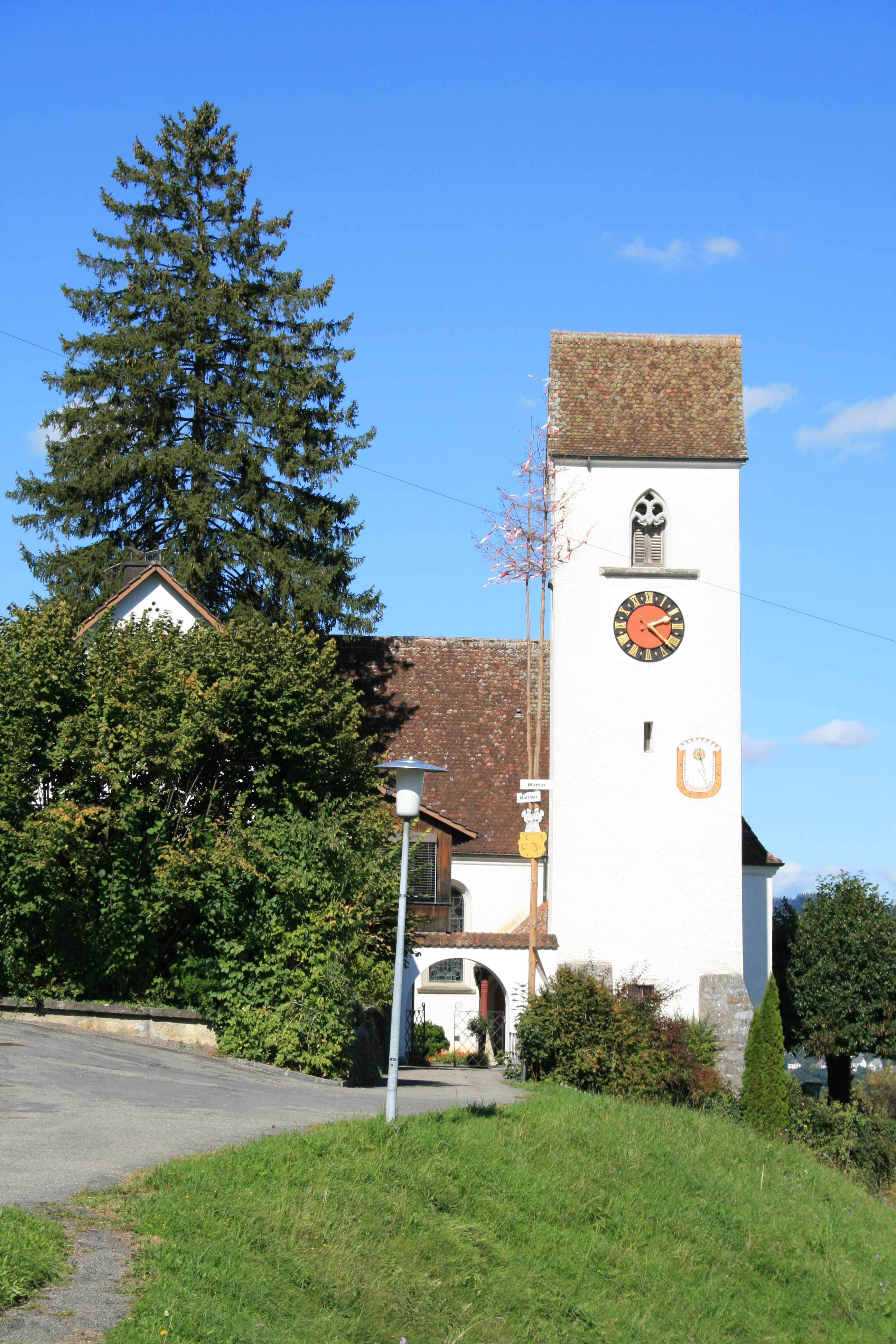
Reformierte Kirche Birrwil

Die reformierte Kirche Birrwil ist die evangelisch-reformierte Dorfkirche in der aargauischen Gemeinde Birrwil in der Schweiz. 

## Geschichte
Die Kirche Birrwil wurde im Jahre 1275 erstmals urkundlich erwähnt. Der Kirchensatz lag bei den jeweiligen Herren von Schloss Liebegg, die ihn bis zum Ende der alten Eidgenossenschaft innehatten. Im 14. Jahrhundert erfolgte ein Umbau im gotischen Stil. Der Kirchturm, der südseitig angebaut war, wurde im 16. Jahrhundert über dem Chor wieder aufgebaut. Mit Ausnahme der nördlichen Längsmauer brach man die Kirche im Jahr 1689 ab und Johann Friedrich von Breitenlandenberg errichtete nördlich davon einen Neubau. Die stehengebliebene Nordmauer bildete nun die Südseite. Den Turm liess Breitenlandenberg ebenfalls stehen, er nahm aber eine Erhöhung vor. Seit 1950 steht die Kirche unter kantonalem Schutz. 1925 und 1975/78 erfolgten umfangreiche Renovationen.

## Gebäude und Ausstattung
Zusammen mit dem Pfarrhaus, der Pfrundscheune und dem Pfrundspeicher bildet die inmitten des Friedhofs gelegene Kirche eine einheitliche Baugruppe. Der aus Tuffsteinmauerwerk errichtete Baukörper der Kirche ist weiss verputzt und weist rundbogige Fenster auf, darüber spannt sich ein steiles Satteldach. An das Kirchenschiff schliesst sich ein dreiseitig geschlossener Chor an, wobei es keine bauliche Trennung gibt. An die Südseite des Chors ist der Kirchturm angebaut. Dessen Erdgeschoss war der Chor der alten Kirche. Aufgrund der Hanglage befinden sich die Eingänge an den Längsseiten.
Im Innern ist die 1791 von einem Vertreter der Moosbrugger-Dynastie erstellte Stuckdecke im Rokoko-Stil mit Rocaille- und Girlandenmotiven geschmückt. Die Kanzel steht an der östlichen Abschlusswand des Chors. Der Taufstein besteht aus grau übermaltem Granit und ist horizontal profiliert. Von den Wappen- und Kabinettscheiben sind die beiden Allianzscheiben von 1640 (Graviseth-Erlach-Prarom) und von 1689 (Breitenlandenberger-Hallwyl) besonders erwähnenswert. Sie befinden sich im Chorraum, sind im Besitz des Kantons Aargau und stehen seit 2003 unter kantonalem Schutz. 2008 wurde eine neue einmanualige Graf-Orgel mit 8 Registern eingeweiht. Die Orgel ersetzte eine Multiplexorgel aus dem Jahr 1959. 2022 wurde das Werk durch die Erbauerfirma renoviert.